# Cirrus SR22
El Cirrus SR22 és una avioneta de 5 places i propulsió amb motor d'explosió fabricada amb un ús extensiu de materials compostos. És un desenvolupament de la Cirrus SR20 amb un motor més potent de 310 cv, així com una ala més gran i amb major capacitat de combustible.
És l'avioneta d'aviació general més venuda al món des de l'any 2002. També és l'avioneta feta amb materials compostos més venuda i el 2007 suposava un 30% de tots els aparells venuts en aquest mercat.

## Especificacions (SR22-G6)
Dades obtingudes de la web oficial:
Característiques generals:
- Tripulació:1
- Passatgers: 3
- Llargària: 7,92 m
- Envergadura: 11,68 m
- Altura: 2,70 m
- Superfície alar: 13,71 m²
- Pes buit: 1.026 kg
- Càrrega útil: 606 kg

Planta motriu: 
- Motors: 1 x motor de combustió interna Continental IO-550-N
- Potència: 231 kW (310 CV)
- Hèlix: de 3 pales i pas constant